# Stephen Bronner
Stephen Bronner, född 19 augusti 1949 i New York, är en amerikansk statsvetare och filosof. Han är professor vid Rutgers University i New Brunswick i New Jersey. Bronner är skribent för bland annat tidskriften Logos.

## Biografi
Stephen Bronner föddes i New York 1949. Han avlade 1975 doktorsexamen vid University of California. Han har sedan år 1976 varit anställd vid Rutgers University. Därtill har han varit gästprofessor vid The New School for Social Research och Leipzigs universitet. Bronner är direktor för Global Relations at the Center for the Study of Genocide and Human Rights och US Academics for Peace; han har i dessa roller föreläst runt om i världen.
Bronner är bland annat influerad av kritisk teori, existentialism och liberal socialism. Boken Rational Radicalism and Political Theory: Essays in Honor of Stephen Eric Bronner från 2010 utgör en introduktion till Bronners tankevärld.